# Anderlecht
Anderlecht er en af 19 kommuner i regionen Bruxelles i Belgien. Den ligger i den vestligste del af regionen og grænser til kommunerne Bruxelles, Forest, Molenbeek-Saint-Jean og Saint-Gilles i Bruxelles-regionen, og kommunerne Dilbeek og Sint-Pieters-Leeuw i Flandern. Anderlecht er som de andre kommuner i Bruxelles officielt tosproget fransk-flamsk.
Kommunen Anderlecht her et areal på 18 km2
og et befolkningstal på 120.887 (2020) indbyggere.
Byen er kendt for sin fodboldklub RSC Anderlecht.